# Panthea acronyctoides
Panthea acronyctoides är en fjärilsart som beskrevs av Walker 1861. Panthea acronyctoides ingår i släktet Panthea och familjen Pantheidae. Inga underarter finns listade i Catalogue of Life.

## Bildgalleri

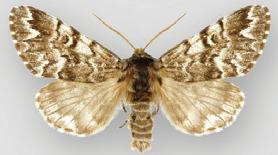
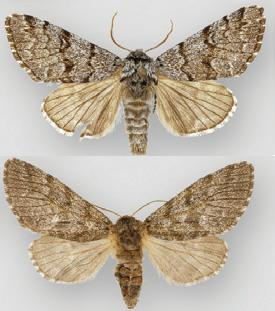